# Philippe Gille
Philippe Gille, cuyo nombre completo era Philippe Émile François Gille (París, 10 de diciembre de 1831-ibídem, 19 de marzo de 1901), fue un dramaturgo y libretista de ópera francés. Escribió más de veinte libretos entre 1857 y 1893, siendo los más famosos el Manon de Massenet y el Lakmé de Delibes.
Aunque estudió Derecho y trabajó durante un tiempo en la Prefectura del Sena, se convirtió en secretario del Théâtre Lyrique y colaboró con las secciones de arte y música de Le Figaro.
Fue elegido miembro de la Academia de Bellas Artes en 1889.

## Libretos
- Jacques Offenbach
  - Vent du soir, ou L'horrible festin (1857)
  - Le carnaval des revues (1860)
  - Jeanne qui pleure et Jean qui rit (1864)
  - Les bergers (1865)
  - Pierrette et Jacquot (1876)
  - Le docteur Ox (1877)
- Léo Delibes
  - Monsieur de Bonne-étoile (1860)
  - Le serpent à plumes (1864)
  - Jean de Nivelle (1880)
  - Lakmé (1883)
  - Kassya (1893)
- Robert Planquette
  - Rip van Winkle (1882)
- Jules Massenet
  - Manon (1884)